# Norwegische Deutschland-Brigade

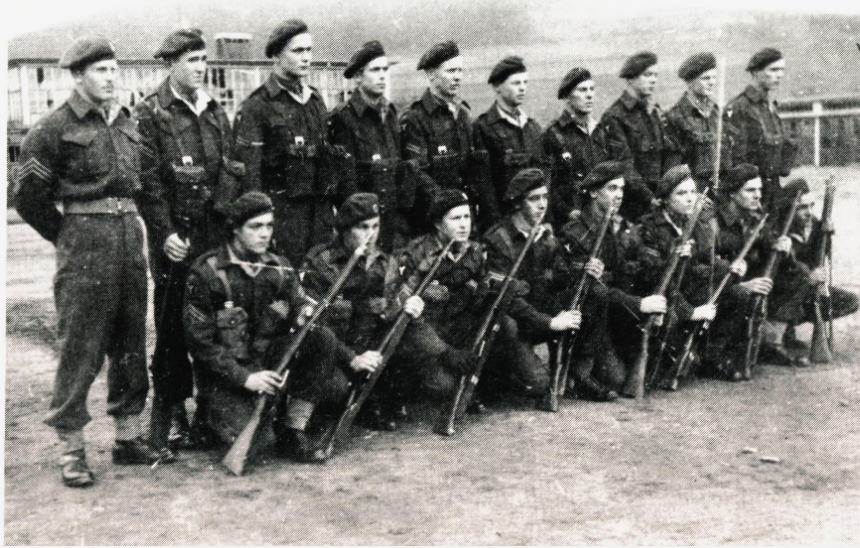
Offiziersausbildung von norwegischen Soldaten im besetzten Deutschland 1947

Norwegische Deutschland-Brigade (norwegisch: Tysklandsbrigaden) ist die Bezeichnung für die norwegischen Heeresverbände, die nach dem Zweiten Weltkrieg als Teil der alliierten Besatzungstruppen in Deutschland waren. Sie war von 1947 bis 1953 in der britischen Besatzungszone stationiert und der britischen Rheinarmee zugeordnet.

## Entstehungsgeschichte
In der Endphase des Zweiten Weltkrieges verhandelte die norwegische Exilregierung unter Johan Nygaardsvold (1879–1952) in London mit der britischen Regierung über Waffenlieferungen für die norwegischen Streitkräfte nach dem Krieg. Die Briten griffen ihrerseits einen bereits 1943 unterbreiteten Vorschlag wieder auf, dass sich die norwegischen Streitkräfte dafür in Stärke einer Division mit etwa 12.000 Mann an der Besetzung in Deutschland beteiligen sollten. Die norwegische Exilregierung billigte im März 1945 im Prinzip den britischen Vorschlag, sah aber die geforderte Divisionsstärke über ihren Möglichkeiten liegen. Nach weiteren Verhandlungen stimmte am 24. August 1946 das Storting der Entsendung einer Brigade mit einer Obergrenze von 4.400 Offizieren und Soldaten nach Deutschland zu.
Nach der Unabhängigkeit von 1905 war es das erste Mal, dass Norwegen in Friedenszeiten Streitkräfte ins Ausland schickte. Das hatte zur Folge, dass während dieser Zeit ein großer Teil der norwegischen Wehrpflichtigen die Hälfte ihres Wehrdienstes – also sechs Monate – in Deutschland verbrachte. Ihre Ausbildung wurde hier fortgesetzt. Der Einsatz der norwegischen Soldaten erfolgte unter dem Motto „Für den Frieden nach Deutschland“. Die Deutschland-Brigade stand unter norwegischer Verwaltung, Ausbildung und Rechtsprechung. Sie war aber als selbständige Einheit unter Führung eines norwegischen Generalmajors britischem Kommando unterstellt. Die notwendige militärische Ausrüstung für den Einsatz wurde von britischer Seite bereitgestellt.

## Einsatzzeit
Die Deutschland-Brigade wurde in halbjährlich wechselnden Kontingenten stationiert. Diese setzten sich aus verschiedenen Einheiten des Heeres zusammen. In der Brigade zusammengefasst erhielten die Kontingente eine eigene dreistellige Nummerierung. Diese setzte sich aus der Jahreszahl des Einsatzes (erste und zweite Stelle) und der laufenden Nummer des Kontingents (Ziffer 1 oder 2 an dritter Stelle) zusammen. Die Brigade 521 war zum Beispiel das erste Kontingent im Jahre 1952.
Der Einsatz der Deutschland-Brigade begann im Januar 1947 mit ihrer Stationierung am Rande des Harzes südöstlich von Hannover bei Unterstellung unter die britische 5. Division. Norwegische Garnisonen wurden nach Braunschweig, Goslar, Northeim, Holzminden, Höxter, Göttingen und Bad Gandersheim verlegt. Das Hauptquartier war bis Februar 1948 in Northeim, danach wurde der Standort aufgegeben. Die Einsatzzeit war zunächst bis zum 1. März 1949 begrenzt. Als 1948 die internationalen Spannungen wuchsen und der „Kalte Krieg“ begann, forderten die Briten eine Verlängerung der Einsatzzeit. Die norwegische Regierung hatte Befürchtungen, dass die Deutschland-Brigade im Grenzgebiet zur Sowjetischen Besatzungszone möglicherweise in bewaffnete Auseinandersetzungen zwischen den Großmächten hineingezogen werden könnte. Sie bestand deshalb auf ihre Verlegung nach Schleswig-Holstein, weil von dort die Streitkräfte in einer Konfliktsituation über die Häfen an Nord- und Ostsee leichter nach Norwegen zurückgeführt werden könnten. Das Hauptquartier wurde in Rendsburg errichtet. Norwegische Soldaten übernahmen beispielsweise in Flensburg die Nachrichtenschule sowie die Grenzland-Kaserne von den Briten.
Aus norwegischer Sicht spielte auch ein historischer Aspekt eine Rolle. Schleswig-Holstein war vor 1814 während der Personalunion Dänemark-Norwegen von den dänischen Königen regiert worden. Nach der Gründung der NATO wurde die Brigade zunächst Teil der NATO-Streitkräfte, die Schleswig-Holstein und Jütland verteidigen sollten. 1953 wurde in der NATO entschieden, die Deutschland-Brigade aus Schleswig-Holstein abzuziehen und als neu gebildete Brigade dem NATO-Kommando in Nordnorwegen zu unterstellen. Die Abschlussparade fand am 11. April 1953 statt. Insgesamt dienten bis 1953 etwa 50.000 Mann in der Deutschland-Brigade.

## Verhältnis zur deutschen Bevölkerung
Für den Umgang der norwegischen Soldaten mit der deutschen Zivilbevölkerung galten zunächst strenge Regeln. Es sollte eine Verbrüderung mit den Deutschen vermieden werden, weil es in der norwegischen Bevölkerung ein großes Misstrauen gegenüber Deutschland gab. Das führte unter anderem 1947 zu einer breiten öffentlichen Debatte in Norwegen, ob der erlaubte Verkauf von Präservativen an Mitglieder der Deutschland-Brigade in ihren Kantinen nicht wieder verboten werden sollte. Rund 400.000 Norweger unterschrieben einen Protestbrief, um das angebliche „zügellose“ Treiben der Soldaten zu beenden. Der Besuch von deutschen Kinos oder Tanzveranstaltungen war nicht erwünscht. Später fand eine Liberalisierung der Regelungen statt, weil die norwegischen Soldaten auch in starkem Maße mit den Entbehrungen der deutschen Bevölkerung konfrontiert wurden. Mit dem Ziel, Not leidenden Deutschen besser helfen zu können, wurden die Kontakte mit ihnen erleichtert. Viele Mitglieder der Deutschland-Brigade entwickelten sich später zu Freunden Deutschlands und engagierten sich in der norwegisch-deutschen Zusammenarbeit. Die bekanntesten unter ihnen waren die Staatsminister Kåre Willoch und Odvar Nordli sowie der ehemalige Chef der norwegischen Streitkräfte General Fredrik Bull-Hansen. Darüber hat u. a. Kåre Willoch geschrieben:

„Meine Begegnungen mit Deutschen im Jahre 1948 [...] haben dazu geführt daß sich das Feinbild, das sich infolge der Besatzung unseres Landes gebildet hatte, gemildert wurde. Ich lernte viel über die Grenzen der Politik sowie über den Platz des einzelnen Deutschen und seine Grenzen in dem schrecklichen Drama der vergangenen Jahre. Die meisten norwegischen Soldaten der Deutschlandbrigade reisten mit einem sehr menschlichen Bild des einfachen Deutschen und seiner bitteren Leiden und Erfahrungen nach Hause, und die meisten norwegischen Soldaten hatten eine viel versöhnlichere Haltung gegenüber den Deutschen gefunden.“